# Pleyel Concert
Pleyel Concert (auch als Paris Concert und als Pleyel Concerts 1954 veröffentlicht) ist ein Jazz-Album von Gerry Mulligan, aufgenommen bei fünf Konzerten im Pariser Salle Pleyel vom 1. bis 7. Juni 1954 im Rahmen des Troisième Salon du Jazz. Die Konzertmitschnitte wurden zunächst  ausschnittsweise veröffentlicht auf Disques Vogue bzw. Pacific Records. 1993 erschienen zwei CDs Volume 1 und Volume 2 in vollständiger Form in der Vogue-Reihe American Jazz in Paris.

## Das Album
Sein pianoloses Quartett  war die erste reguläre Formation im Modern Jazz ohne ein akkordisches Instrument wie Klavier oder Gitarre. Nach ersten Platten mit dem Trompeter Chet Baker 1952 und einem Gefängnisaufenthalt (wegen Drogenbesitzes) hatte der Baritonsaxophonist seine Band neu formiert; er spielte nun statt mit Baker mit dem Ventilposaunisten Bob Brookmeyer. Seine Titel „Walkin´ Shoes“ oder „Line for Lyons“ waren in dieser Zeit große Erfolge.
Im Sommer 1954 trat das Gerry-Mulligan-Quartett mehrere Tage in Paris auf: Henri Renaud hatte ihn zu dem Festival Le Troisieme Salon du Jazz eingeladen, als er im Winter 1953/54 im Blue Note in Philadelphia spielte. Die Veranstaltung fand vom 1. bis 7. Juni 1954 statt; das Gerry-Mulligan-Quartett spielte insgesamt fünf Mal im Salle Pleyel. Das Quartett hatte eine äußerst strapaziöse Anreise nach Europa hinter sich; der Bandleader musste auf einer Bahre aus dem Flugzeug getragen und medizinisch versorgt werden. Das Quartett hatte zuvor aber noch die Möglichkeit, ein Konzert in der Schweiz zu spielen.
Außer dem Mulligan-Quartett traten damals auch Thelonious Monk, Martial Solal, Don Byas, Michel de Villers, Mary Lou Williams, sowie die Orchester von Jack Diéval, Henri Renaud und Kurt Edelhagen auf. Vier der Mulligan-Auftritte wurden von Disques Vogues mitgeschnitten.

## Bewertung des Albums
Teilweise wiederholen sich die Titel; jedoch spielte Mulligan – nach Einschätzung von Richard Cook und Brian Morton in der zweiten Auflage des Penguin Guide to Jazz – so subtil, dass man die verschiedenen Soli immer wieder hören könne. Besonders lustvoll spielten sie den Swing-Klassiker Makin’ Whoopee, ebenso Jimmy Giuffres „Four Brothers“.  Cook und Morton geben dem Album die zweithöchste Bewertung. Der Jazzkritiker Charles Delaunay schrieb damals: „Im Gegensatz zu vielen modernen Musikern, die mit gelangweilter Pose auftreten, was das Publikum angenehm überrascht über das Vergnügen, das die vier Musiker beim Spielen hatten“. Delaunay hebt auch die selten gute Kommunikation zwischen der Band und dem Publikum hervor. Der Kritiker P. Steder schrieb in der Fachzeitschrift STEREO anlässlich der Neuedition 1993: „Das an Überraschung reiche Wechselspiel, Tiefe und Witz der Soli sowie die ungemein swingende Rhythmusgruppe lassen diesen Mitschnitt noch heute als Höhepunkt in Mulligans Plattenkarriere erscheinen.“

## Die Titel
Pleyel Concerts, Volume 1
1. „Bernie's Tune“ (Lieber/Miller/Stoller) 4:50
2. „Presentation of the Musicians“ :51
3. „Walkin' Shoes“  (Mulligan) 4:50
4. „The Nearness of You“ (Hoagy Carmichael/Washington) 4:34
5. „Motel“ / „Utter Chaos“ (Mulligan) 5:48
6. „Love Me or Leave Me“ (Walter Donaldson/Gus Kahn) 5:52
7. „Soft Shoe“ (Mulligan) 4:16
8. „Bark For Barksdale“ (Mulligan) 5:29
9. „My Funny Valentine“ (Hart/Rodgers) 4:52
10. „Turnstile / Utter Chaos“ (Mulligan) 4:52
11. „I May Be Wrong“ (Ruskin/Sullivan) 4:40
12. „Five Brothers“ (Mulligan) 4:39
13. „Gold Rush“ (Mulligan) 6:27
14. „Makin' Whoopee“ (Walter Donaldson/Gus Kahn) 3:43

- Die Titel 1–10 wurden am 1. Juni, die Titel 11–14 am 3. Juni 1954 aufgenommen.

Pleyel Concerts, Volume 2
1. „The Lady Is a Tramp“ (Rodgers/Hart) 3:45
2. „Laura“ (Mercer/Raksin) 4:52
3. „Soft Shoe“/„Utter Chaos“ (Mulligan) 4:49
4. „Five Brothers“ (Mulligan) 5:07
5. „Lullaby of the Leaves“ (Rether/Young) 3:28
6. „The Nearness of You“ (Hoagy Carmichael/Washington) 4:39
7. „Limelight“
8. „Come Out, Come Out, Wherever You Are“ (Cahn/Jule Styne) 4:08
9. „Makin´ Whoopee“ (Walter Donaldson/Gus Kahn) 2:49
10. „Love Me or Leave Me“ (Walter Donaldson/Gus Kahn) 4:38
11. „Laura“ 4:15
12. „Line for Lyons“ (Mulligan) 4:20
13. „Moonlight in Vermont“ (Blackburn/Suessdorf) 3:15
14. „Motel“/„Utter Chaos“ (Mulligan) 5:38

Die Titel 1–3 wurden am 3. Juni, die Titel 4–7 am 5. Juni, die Titel 8–14 am 7. Juni 1954 aufgenommen.

## Editionsgeschichte
Das mitgeschnittene Material ist auch unter verschiedenen weiteren Titeln und in anderen Zusammenstellungen veröffentlicht worden.